# کول‌تپه ۱
کول تپه ۱ مربوط به دوران‌های تاریخی پس از اسلام است و در شهرستان بوئین‌زهرا، بخش آوج، روستای حسن‌آباد واقع شده و این اثر در تاریخ ۱۲ بهمن ۱۳۸۱ با شمارهٔ ثبت ۷۴۵۶ به‌عنوان یکی از آثار ملی ایران به ثبت رسیده است.